# 毛泽东的中国及其后
《毛泽东的中国及其后：中华人民共和国史》（英語：Mao's China and After: A History of the People's Republic），美国学者莫里斯·迈斯纳著，1990年中译本出版后，立即引起中国学术界高度重视。

## 出版
1977年初版名为《毛泽东的中国》（英語：Mao's China），1986年出版增订版并改名。增订版的中译本于1990年由四川人民出版社出版，题为《毛泽东的中国及后毛泽东的中国——人民共和国史》。 金春明作序《另一角度的考察》。1992年社会科学文献出版社出版时题为《毛泽东的中国及其发展——中华人民共和国史》。1998年第三版出版，2005年香港中文大学出版社出版第三版的中译本《毛泽东的中国及其后：中华人民共和国史》，莫里斯·迈斯纳为中文版作序。